# Paralympiska sommarspelen 2000

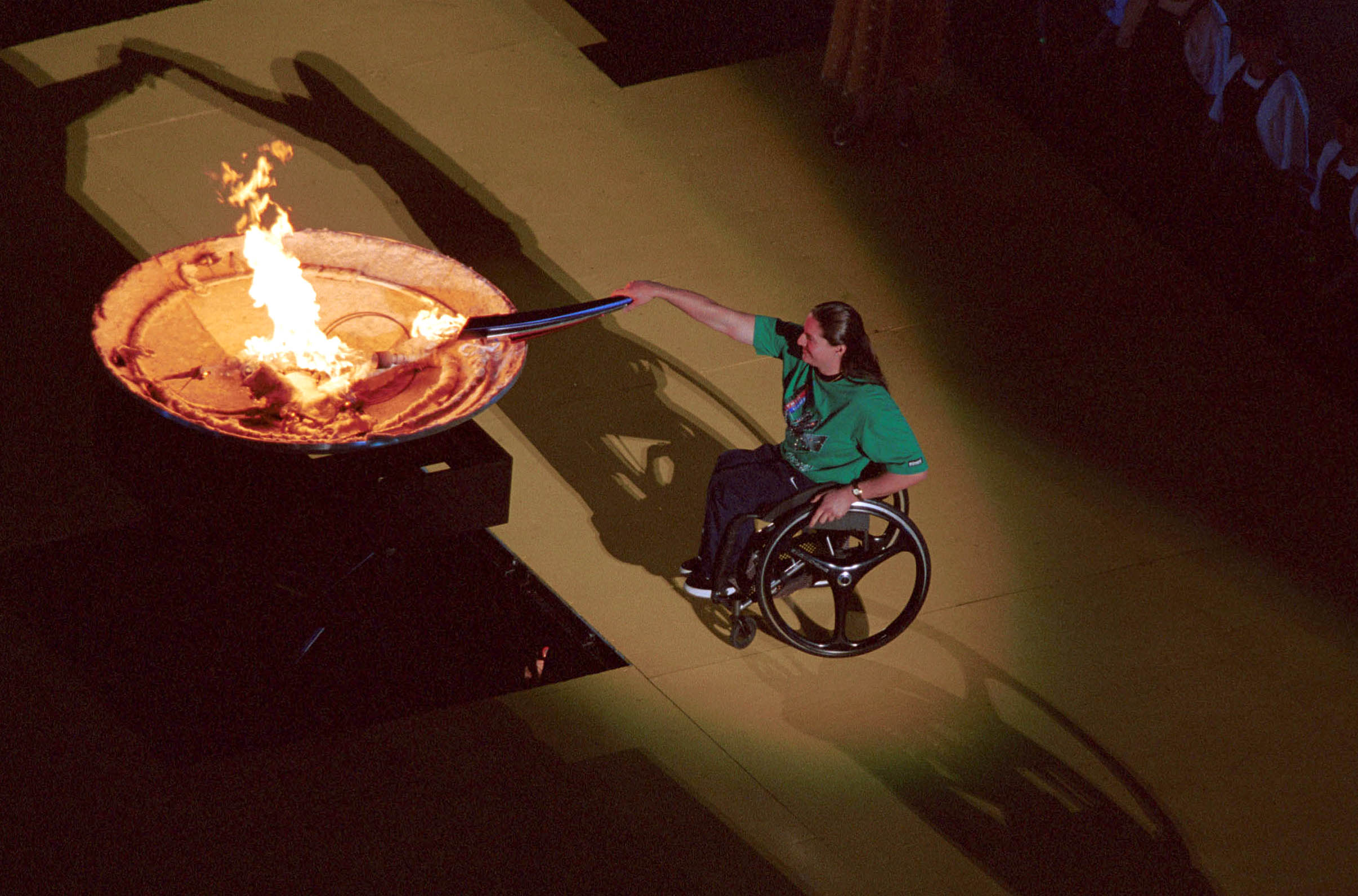
Louise Sauvage tänder den paralympiska elden vid öppningsceremonin.

Paralympiska sommarspelen 2000 hölls i Sydney, Australien, från 18 oktober till 29 oktober och var det elfte i ordningen. 3 843 idrottare från 122 länder deltog i 20 idrotter. Östtimor hade en delegation med idrottare närvarande, då landet inte hade uppnått självständighet ännu.

## Förlopp
- Mest framgångsrika nation var Australien, som vann 149 medaljer, varav 63 guld. Sverige vann 21 medaljer fördelade på 5 guld, 6 silver och 10 brons.
- Spanien vann basketbollturneringen för personer med intellektuell funktionsnedstättning i överlägsen stil. Sedan avslöjades att bara två av 12 spelare hade denna diagnos, och laget diskvalificerades.[1]